# 怪人怪事
《怪人怪事》（英語：Mad World of Fools）是1974年姜大卫执导的香港電影，由姜大卫、金霏等領銜主演。本片由若干或小或大的单元构成，来反应香港1970年代的一些奇怪现象

## 劇情簡介
1970年代初的香港，有诸多怪人怪事：有一个人爱看武侠剧，但是现实生活中遇到困难却是其恋人帮他摆平；有一个人对于女性不怎么感兴趣，但是却对老头撒娇；有一个人只对电视感兴趣而对妻子置之不理；有人有三妻四妾，但是却依旧喜欢包养女孩子；有人喜欢偷内衣……

## 演员
- 姜大衞
- 金霏
- 卢迪
- 石天
- 郑少秋
- 王将
- 冯克安
- 朱由高
- 曾楚霖
- 何柏光
- 西瓜刨
- 尹灵光
- 林源
- 金天柱
- 黄志强
- 陈绍佳
- 姜南
- 黎小田
- 冯敬文
- 刘丹
- 秦沛
- 午马
- 李琳琳
- 李允中
- 黄莎莉
- 郭锋
- 李香琴
- 徐发

## 備註
1. ↑  .   [2022-01-15]. （原始内容存档于2022-01-15）.
2. ↑  .   [2022-01-15]. （原始内容存档于2022-01-15）.
3. ↑  .   [2022-01-15]. （原始内容存档于2022-01-15）.
4. ↑  .   [2021-12-24]. （原始内容存档于2022-05-22）.
5. ↑  .   [2022-01-15]. （原始内容存档于2022-01-15）.

## 外部連結
- 香港影庫上《怪人怪事》的資料（繁體中文）
- 豆瓣电影上《怪人怪事》的資料 （简体中文）
- 互联网电影数据库（IMDb）上《怪人怪事》的资料（英文）